# Церква святого архістратига Михаїла (Нова Могильниця)
Церква святого архістратига Михаїла в Новій Могильниці — парафія і храм греко-католицької громади Теребовлянського деканату Тернопільсько-Зборівської архієпархії Української греко-католицької церкви в селі Нова Могильниця Тернопільського району Тернопільської области.

## Історія церкви
Парафія належала до Української Греко-Католицької Церкви до 1946 року, а з 1946 по 1990 рік перебувала під юрисдикцією РПЦ. У 1990 році громада розділилася на УГКЦ та УАПЦ (згодом — ПЦУ). Оскільки церква, збудована ще у 1793 році, перейшла до православної громади, греко-католики легально відновили свою діяльність і почали будівництво власної каплиці.
Стараннями парафіян каплицю було збудовано та облаштовано для богослужінь у 1995 році. 25 травня 2003 року її освятив владика Михаїл Сабрига, який того ж року здійснив візитацію парафії.
При парафії діють братство «Апостольство молитви» та Вівтарна дружина. На її території розташовані хрести та фігури місцевого значення.

## Парохи
- о. Теофан Нітефор,
- о. Мирон Кмицикевич,
- о. Іван Васильковський,
- о. Петро Савчинський,
- о. Іван Яворський,
- о. Степан Манорик (1990—1996),
- о. Андрій Лахман (1996—2006),
- о. Роман Покиданець (з 5 березня 2006).